# Durthang
Durthang (‘Opresión oscura’ en sindarin) es una fortaleza ficticia descrita en el legendarium del escritor británico J. R. R. Tolkien, que aparece en su novela El Señor de los Anillos.

## Etimología y significado
El nombre Durthang es sindarin. Está compuesto por las palabras dur (‘oscuro’) y thang  (‘opresión’). 

## Historia ficticia

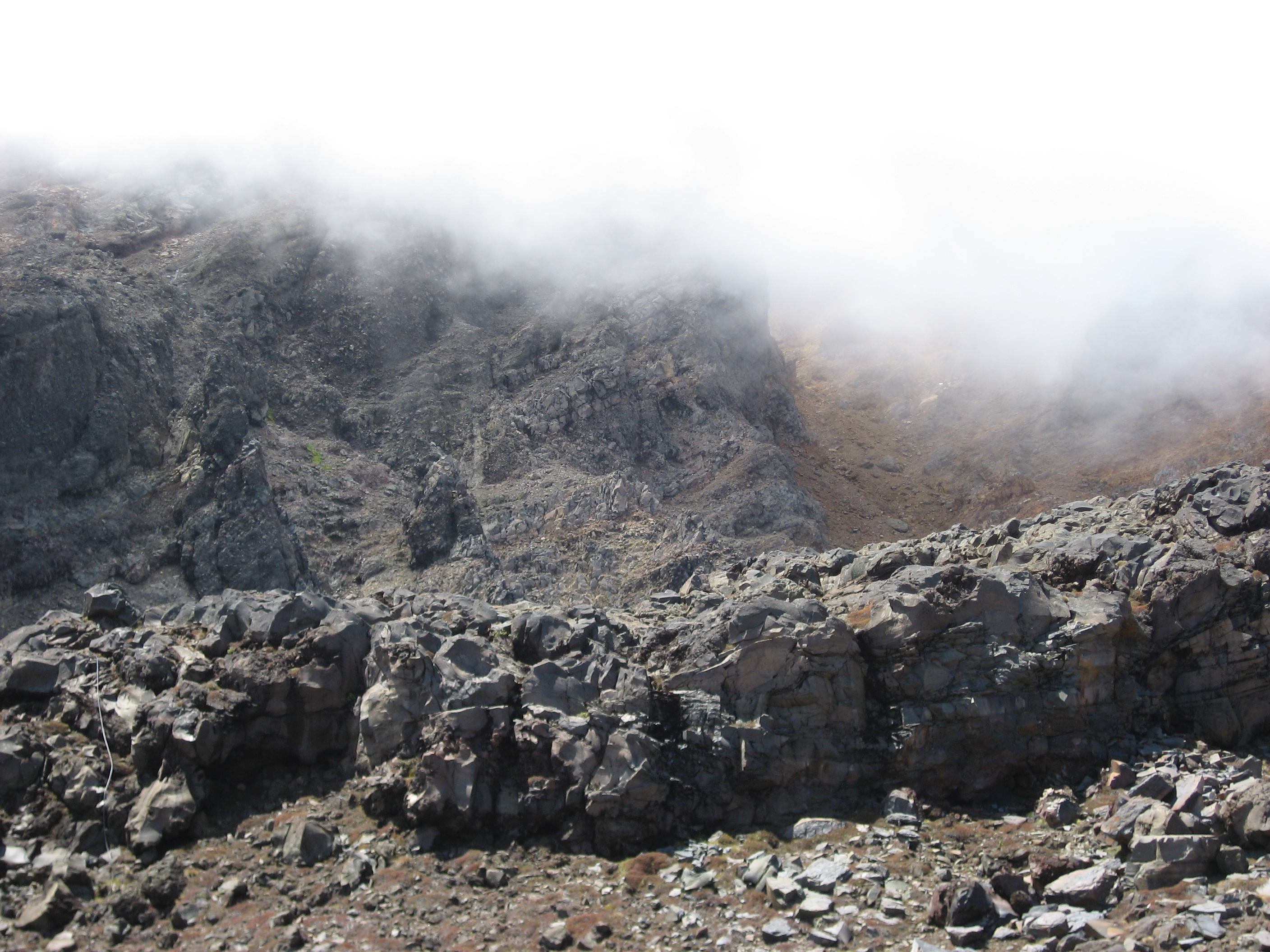
Así debían ser las montañas donde se asentaba Durthang, las Ephel Dúath (parque nacional de Tongariro, en Nueva Zelanda, lugar donde se ubicó Mordor para la adaptación cinematográfica de El Señor de los Anillos).

Se trata de una fortaleza de Mordor que se encuentra localizada al norte de las Ephel Dúath,  en la intersección entre estas montañas y una camino que se dirige al noreste,  sobre el valle de Udûn. 
Un camino desciende desde Durthang hasta llegar al valle, donde se bifurca en dos. Uno se dirige al este hacia Carach Angren, ‘mandíbulas de hierro’, el bastión y terraplén que guardaba la entrada a Udûn en Mordor; mientras que el otro, rumbo al sur, acaba uniéndose al camino de Cirith Ungol y Minas Morgul. 
Durthang es, al igual que Cirith Ungol, una de las fortificaciones construidas por Gondor tras su victoria en la Guerra de la Última Alianza, con el objetivo de vigilar Mordor. Pero a lo largo de la Tercera Edad, tras la Gran Peste de 1636,  esta vigilancia decayó progresivamente, quedando numerosas fortalezas vacías. Durthang fue ocupada por las renovadas  fuerzas de Sauron aprovechando la debilidad de los hombres de Gondor. Durante la Guerra del Anillo, Durthang sirvió de fortaleza a tropas de orcos, siendo así que, las torres y castillos construidos por Gondor para vigilar Mordor, se vuelven ahora en su contra, defendiendo los pasos de la Tierra Negra y sirviendo de refugio a los ejércitos orcos.